# David Arthur Granger
David Arthur Granger (Georgetown, 15 luglio 1945) è un politico guyanese.
Dal maggio 2015 all'agosto 2020 è stato Presidente della Guyana.
È stato Comandante in Capo della Guyana Defence Force. Si candidò alle elezioni nel novembre 2011, ma risultò sconfitto e quindi dal 2012 al 2015 è stato capo dell'opposizione nell'Assemblea nazionale. È stato invece eletto Presidente nelle elezioni svoltesi l'11 maggio 2015 come rappresentante dell'alleanza politica APNU–AFC.